# Кукевере
Ку́кевере (ест. Kukevere küla) — село в Естонії, у волості Ярва повіту Ярвамаа.

## Населення
Чисельність населення на 31 грудня 2011 року становила 60 осіб.

## Географія
Поблизу населеного пункту проходить автошлях 13 (Яґала — Кяравете).

## Історія
До 21 жовтня 2017 року село входило до складу волості Амбла.